# Le Sauveur de Iaroslavl
Le Sauveur de Iaroslavl (en russe Ярославский Спас) est une icône russe ancienne, qui date du milieu du XIIIe siècle et qui représente le Christ Pantocrator.
L'icône provient de la Cathédrale de la Dormition de Iaroslavl, (consacrée en 1219), où elle se trouvait dans une châsse avec les reliques des princes de Iaroslavl Vasili et Constantin Vsevolodovitch, vénérée comme leur icône privilégiée par les prières des fidèles. Elle est restaurée en 1919 par la filiale du Centre Igor Grabar de restauration scientifique et artistique de Russie sous la direction de Grigori Tchirikov et Fiodor Modorov, restaurateurs d'art.

## Description
L'icône est peinte sur une doska en bois de tilleul. Elle comprend un kovtcheg et une toile (pavoloka). Sur les polés a été posé un nouveau gesso après restauration. Sur les côtés et au centre, sont disposés des creux dans lesquels se trouvaient des gemmes qui décoraient l'icône.
L'état de conservation de l'icône est médiocre comme le constate l'historien d'art Victor Lazarev. Des craquelures apparaissent sur la surface ; par endroits la peinture a disparu jusqu'au gesso. Le visage a beaucoup perdu mais garde des traces de la peinture d'origine. Sur la nimbe on trouve des traces des clous à la suite de l'enlèvement de l'oklad originel qui protégeait l'icône. Le texte de l'Évangile qui figurait sur l'icône n'a pas été conservé.
C'est une représentation du Christ Pantocrator que nous donne le peintre. Selon Igor Grabar « cette icône ne doit rien au Novgorod bruyant et agité, mais au contraire semble avoir été écrite en sourdine, en rêvant, sans prétention excessive. Cela n'empêche qu'elle est raffinée et que son auteur est doté d'un grand sens de la forme. ». L'académicien Victor Lazarev observe que le visage du Christ présente des caractères typiquement russes et séduit par une « expression d'une intimité particulière. ».